# Sofia de Nassau
Sofia de Nassau (9 iulie 1836 – 30 decembrie 1913), a fost regină a Suediei și Norvegiei prin căsătoria sa cu regele Oscar al II-lea al Suediei și Norvegiei. Sofia a fost regină a Suediei timp de 35 de ani, mai mult decât orice altă regină de dinaintea ei. Din 2011 recordul îi aparține reginei Silvia.

## Familia și educația
Sofia a fost fiica cea mică a Ducelui Wilhelm de Nassau și a celei de-a doua soții Prințesa Pauline Friederica Marie de Württemberg.
Bunicul matern a fost Prințul Paul de Württemberg, fiu al regelui Frederick I de Württemberg și a reginei Augusta de Braunschweig-Wolfenbüttel. Augusta a fost fiica Prințesei Augusta a Marii Britanii, sora mai mare a regelui George al III-lea al Regatului Unit.

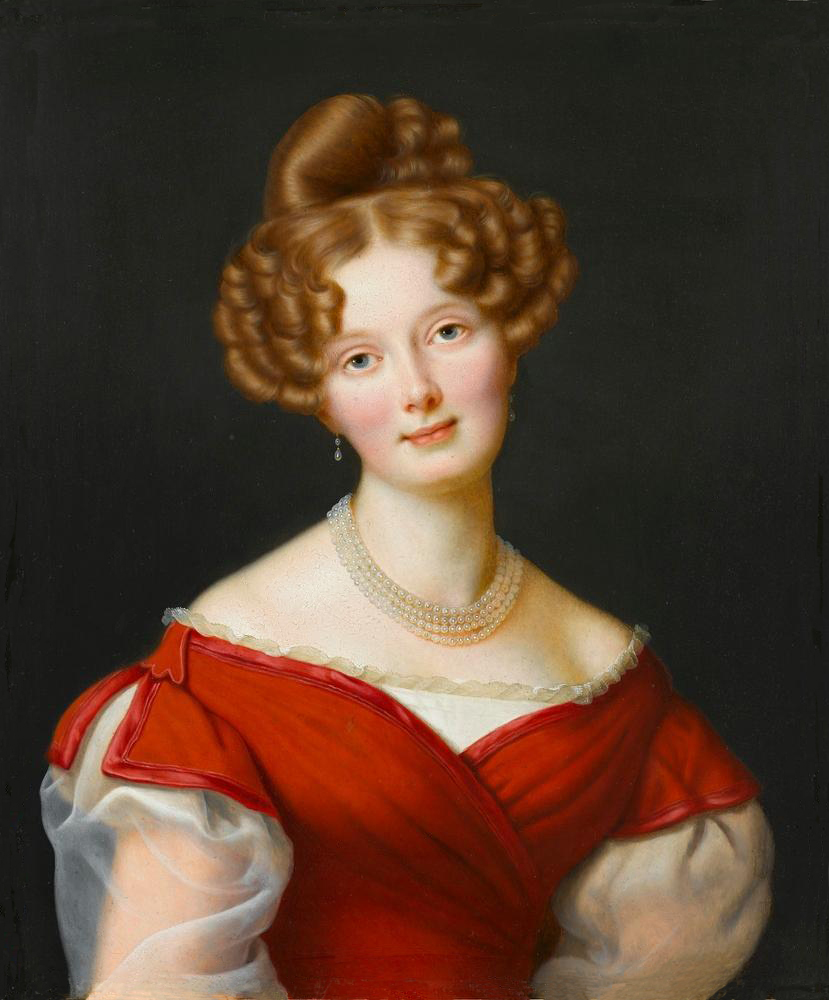
Mama Sofiei, Prințesa Pauline de Württemberg

Tatăl ei a murit când ea avea trei ani, și a fost succedat de fratele ei vitreg, Adolf. Sofia a primit o educație potrivită unei prințese din timpului ei. Ea a fost instruit în scrimă, care în mod normal era rezervată pentru bărbați, pentru a-și consolida spatele și pentru o postură dreaptă. Sofia a socializat cu academicieni și artiști și curtea de la Nassau era considerată mai democrată decât curțile germane. A învățat limba engleză și simpatiza cu sistemul britanic parlamentar. Limba pe care a vorbit-o în copilărie nu a fost germana ci engleza. Ea prefera viața clasei de mijloc victoriene celei regale. Frații ei foloseau pentru ea termenul Unsere demokratische Schwester (sora noastră democrată). A fost descrisă ca fiind serioasă, inteligentă, frumoasă și interesată de studierea limbilor străine și istorie; de asemenea, a fost religioasă.
În 1848 ea a asistat la o revoltă în ducatul de Nassau, suprimată de mama și frații ei. A petrecut iarna 1853-1854 cu mama ei la curtea mătușii sale materne din Sankt Petersburg, în Rusia. Mătușa ei maternă, Prințesa Charlotte de Württemberg era căsătorită cu Marele Duce Mihail Pavlovici al Rusiei. Călătoria nu a fost făcută pentru a aranja o căsătorie cu un prinț rus deoarece mama ei nu-și dorea ca ea să se convertească. În timpul șederii ei în Rusia a studiat pianul cu Anton Rubinstein. Sofia și mama ei au fost obligate să părăsească Rusia la izbucnirea războiului Crimeei. După moartea mamei sale în 1856, Sofia a locuit cu sora ei vitregă Prințesa Marie de Wied.
În iulie 1856, când se afla la reședința de vară a surorii sale, în afara Nassau, ea a fost vizitată de Prințul Oscar al Suediei, Duce de Östergötland. era al treilea fiu al regelui Oscar I al Suediei și al reginei Josephine de Leuchtenberg însă fratele lui mai mare Prințul Gustav murise la 25 de ani așa încât Oscar era al doilea în linia de succesiune la tronul suedez, după fratele său Carl. În 1855-56 Oscar a vizitat diferite curți regale europene pentru a găsi atât alianța politică necesară cât și mireasa pe gustul său. A vizitat curtea britanică dar nu a dorit să se căsătorească cu Prințesa Mary de Cambridge iar prințesele prusace și belgiene care i-au fost sugerate nu l-au vrut ele. Căsătoria dintre Sofia și Oscar nu trebuie privită ca o căsătorie aranjată; Oscar primise libertatea de a-și alege prințesa dorită iar Sofia, care anterior fusese cerută în căsătorie, nu dorea să fie presată în privința nunții. Sofia și Oscar s-au îndrăgostit unul de celălalt. Oscar s-a întors în Suedia pentru a cere consimțământul părinților săi, care i-a fost acordat. A revenit la Nassau, unde logodna s-a făcut în septembrie și anunțată în octombrie. În timpul logodnei, Sofia a început să învețe suedeza și istoria Suediei și coresponda cu viitorul ei soț; curând corespondența s-a făcut în suedeză. De asemenea ea a stăpânit repede și norvegiana.

## Ducesă și prințesă moștenitoare

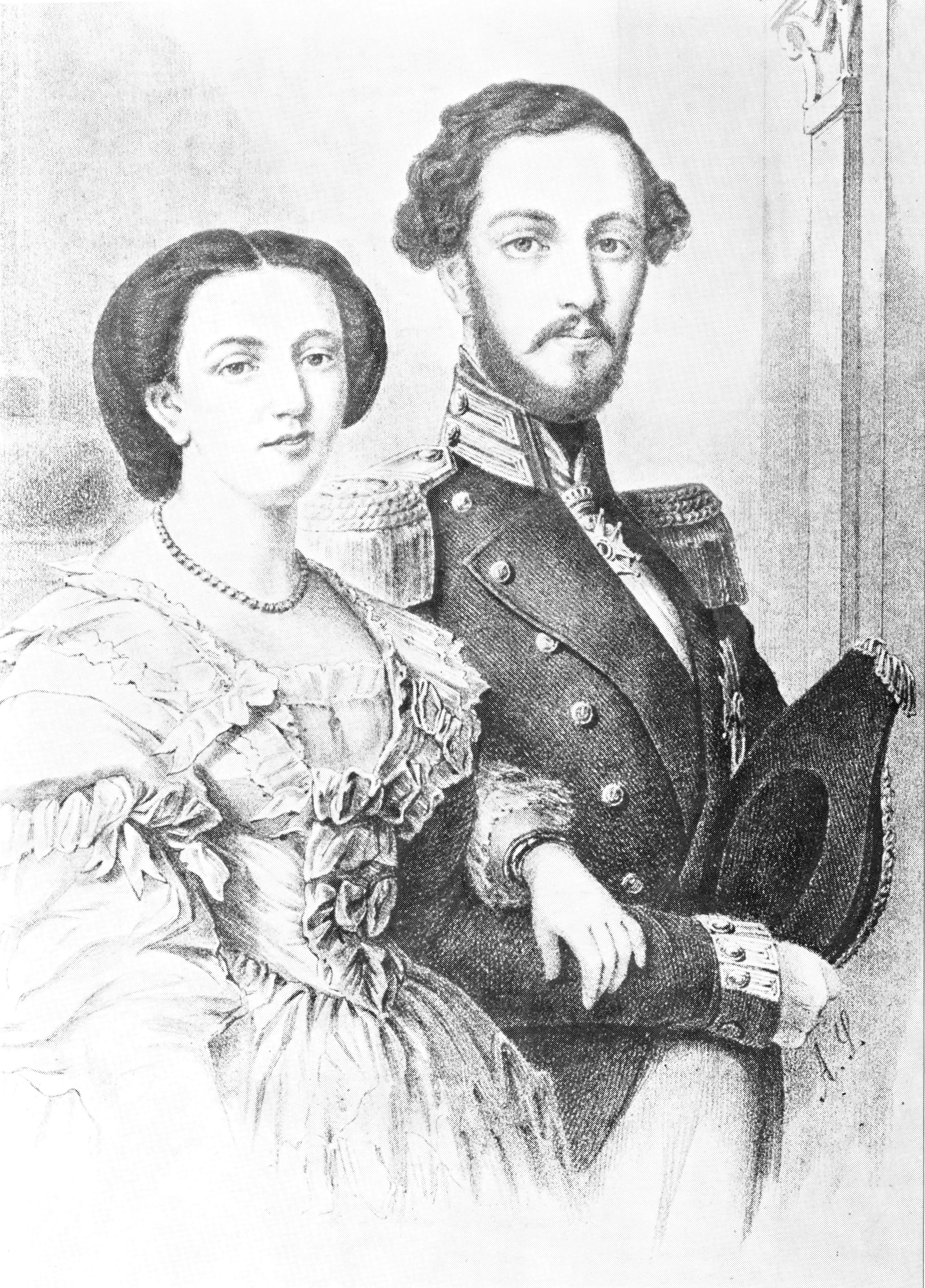
Prințul Oscar și Prințesa Sofia la momentul căsătoriei lor în 1857.

Sofia s-a căsătorit cu Prințul Oscar la 6 iunie 1857 la Castelul din Wiesbaden-Biebrich. Prințesa a fost primită cu mare entuziasm la sosirea în Suedia la 19 iunie 1857. Cum actuala prințesă moștenitoare, Louise, devenise infertilă după ce singurul fiu al cuplului a murit, Sofia era privită cu speranță pentru problema succesiunii la tron. La sosire a fost îmbrăcată în albastru și a fost poreclită Ducesa Albastră. La palat, ea a fost în primul rând prezentată curții regale, apoi introdusă familiei regale.
În 1858, Sofia a născut un fiu, care a asigurat dinastia Bernadotte și a făcut-o populară. Nașterea a avut loc la Palatul Drottningholm, potrivit vechiului protocol al curții, cu membrii guvernului și ai curții prezenți în camera alăturată sălii de naștere, ca martori. În urma decesului socrului ei în 1859, cumnatul ei a devenit regele Carol al XV-lea al Suediei iar ea și soțul ei Prințul și Prințesa Moștenitoare a Suediei și Norvegiei.
Cuplul a primit ca reședință Palatul Arvfurstens, unde Sofia și Oscar au trăit liniștiți. Sofia a fost descrisă ca fiind calmă și controlată, practică și sensibilă. Ea a avut o relație bună cu socrii ei și cumnata Eugenie. Relația cu regele Carol și regina Louise a fost cumva tensionată. Sofiei nu-i plăcea frivolitatea de la curtea cumnatului ei și influența franceză pe care o vedea acolo. Până în 1861 Sofia a născut de trei ori în trei ani, însă sănătatea ei a devenit fragilă. În 1864 ea a început construirea reședinței de vară Sofiero în Øresund. La Sofiero ei au putut menține contactul cu familia regală daneză.
Sofia a fost o femeie demnă și respectată, descrisă ca fiind calmă și sensibilă însă plictisitoare, un centru al vieții familiei regale și persoana potrivită pentru a-i cere sfatul. Viața ei de familie reprezenta idealul erei victoriene însă cu un dublu standard; soțul ei era uneori necredincios însă mult mai discret decât fratele lui. În timpul aventurilor lui, Sofia protesta discret părăsind orașul.
Sofia a impus o disciplină puternică asupra copiilor ei. Decizia ei de a alăpta, care era ceva neobișnuit pentru clasa superioară la acele timpuri, a atras atenția. De asemenea a atras atenția când în 1869 și-a dus fiii la o școală publică în loc să-i educe acasă, conform tradiției casei regale. A ales o școală creștină pentru băieți condusă de teologul și vicarului Gustaf Emanuel Beskow, la ale cărui predici ea a participat adesea. Sofia a fost interesată întotdeauna de religie, un interes pe care l-a împărțit cu cumnata ei Eugenie.
Sofia a fost interesată de politică și s-a implicat în afaceri de stat de-a lungul vieții ei; uneori era prezentă ca observator la sesiunile parlamentare. În 1866 țara natală, ducatul de Nassau, a fost anexat de Prusia. După acest eveniment ea a păstrat puncte de vedere anti-prusace. În vara anului 1870 a fost prezentă la Ems unde i-a întâlnit pe țarul Rusiei și regele Prusiei cu puțin înainte de declarația de război, și s-a informat cu privire la situația politică. A avut, totuși, bune relații personale cu prințul moștenitor Frederick al Prusiei și soția acestuia.

## Regină a Suediei și Norvegiei

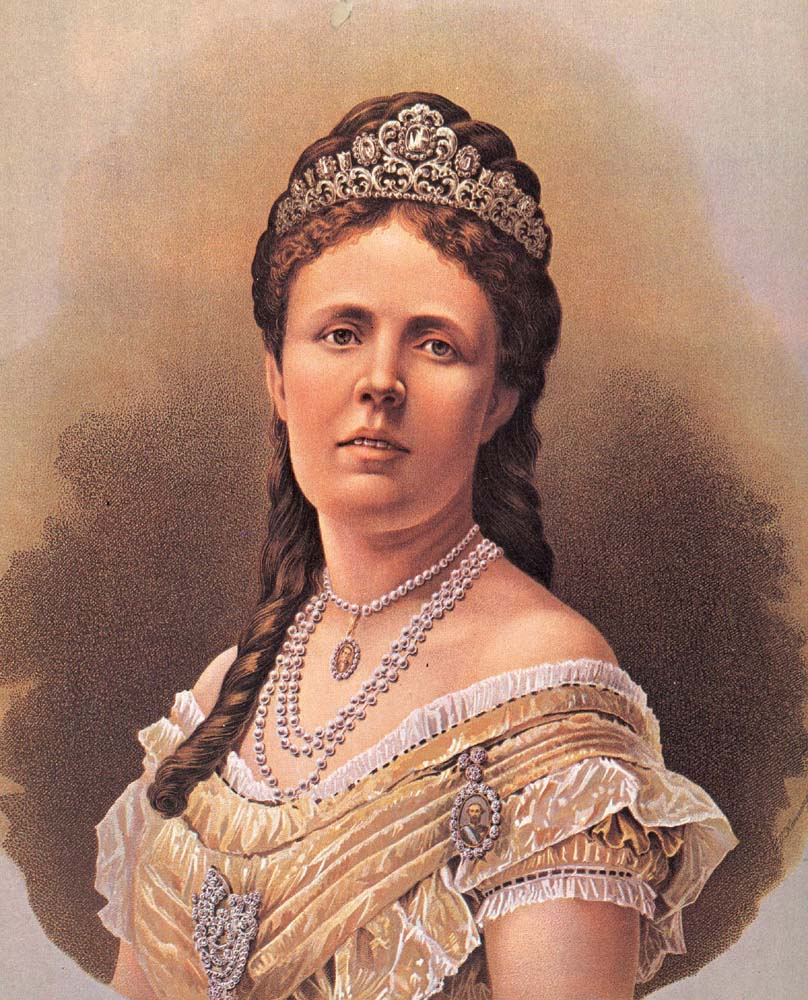
Sofia de Nassau ca regină, ca 1873.

După decesul cumnatului ei la 12 mai 1873, Sofia a devenit regină consort a Suediei și Norvegiei la vârsta de aproape 37 de ani. La acel moment era o situație tensionată politic, care cerea crearea unei republici. Inițial Oscar nu a fost popular. Sofia a fost încoronată odată cu Oscar la 12 mai la Stockholm, în Suedia și la 18 iunie 1873 la Trondheim în Norvegia. În Norvegia cuplul a făcut un tur în jurul țării care a fost descris ca fiind un succes.
În 1875, regele și regina au făcut un tur al Europei. Prima dată au vizitat Danemarca, apoi Berlin și Dresda. Vizita la regele Albert al Saxoniei și la soția acestuia, Carola de Vasa la Dresda a fost considerată semnificativă, fiind un simbol de pace între dinastia Bernadotte și fosta dinastie Vasa, regina Carola fiind nepoata regelui detronat Gustav al IV-lea al Suediei, și că trecutul a fost iertat. După Dresa, Sofia a întrerupt turul din motive de sănătate în timp ce Oscar a continuat cu Weimar și Rusia. Un alt eveniment important a fost descoperirea unei statui a regelui Carol al XIV-lea Ioan al Suediei la Oslo la 7 septembrie 1875, care a fost celebrată cu mari festivități, cu oaspeți regali străini și paradă militară. Un alt eveniment important ca regină a Norvegiei a fost găzduirea la Moss în 1877 a fostului prinț moștenitor Napoleon al Franței. 

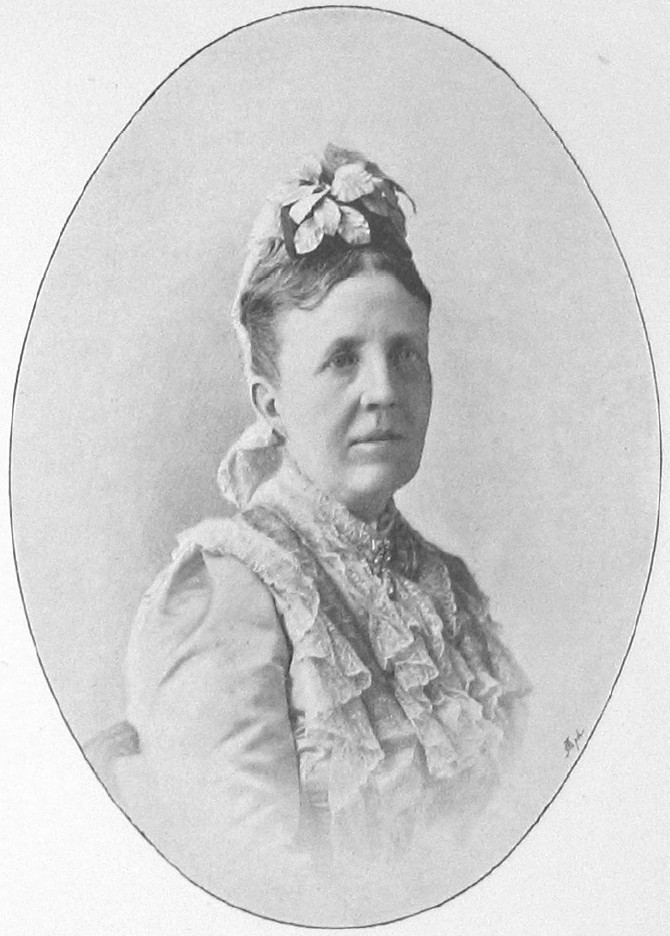
Regina Sofia

Sofia a descris anii între 1873 și 1878 ca ani de criză pentru ea. În timpul acestor ani, Oscar a avut câteva aventuri, dintre care mai importante au fost cu Magda von Dolcke și cu Marie Friberg. Aventura lui Oscar cu Magda von Dolcke a început în 1874 și a atras atenția, el ajutându-i cariera ei la teatrul regal dramatic și acordându-i o indemnizație. Deși nu a arătat, se crede că Sofia a suferit din cauza adulterului soțului ei. S-a relatat cum Sofia a călătorit în Germania la sora ei Marie de Wied, care, se crede, a sfătuit-o să accepte situația. Cu o altă ocazie, regele a trimis un curtean la cântăreața de operă Ida Basilier-Magelssen cu cererea unei "audiențe private", la care ea a replicat: "Spune-i Majestății Sale că poate avea o audiență privată cu buna și frumoasa lui regină. Eu am alte lucruri de făcut decât să am conferințe private cu un domn în vârstă!" Aflând acestea, regina Sofia a trimis după Basilier-Magelssen și întâlnirea lor s-a terminat prin lacrimi reciproce în legătură cu soții lor adulterini.
Din cauza sănătății ei fragile a făcut dese călătorii în străinătate și mariajul ei pare că a fost în criză din cauza întreruperii relației. Criza a fost observată și menționată de suita ei apropiată, și în timpul călătoriei pe continent în 1876, Sofia i-a trimis lui Oscar ceea ce ea a menționat ca un mesaj de adio.
Anul 1878 a fost un punct de cotitură pentru regina Sofia. În acel an ea a devenit adepta învățăturilor predicatorului britanic Lordul Radstock, care i-a fost prezentat de către doamna ei de onoare Märta Eketrä. După aceasta, ea a petrecut o mare parte din viața în rugăciune în fiecare zi cu doamnele ei de onoare favorite Eketrä, Ebba von Rosen și Ida Wedel-Jarlsberg. Oscar al II-lea era sceptic în legătură cu aceasta din cauza poziției sale în calitate de șef al bisericii suedeze, însă relația lor a fost de fapt îmbunătățită după noua convingere religioasă.

## Copii
Sofia și Oscar au avut următorii copii:
- Regele Gustav al V-lea (1858–1950)
- Prințul Oscar, Duce de Gotland, mai târziu Contele Oscar Bernadotte af Wisborg (1859–1953)
- Prințul Carl, Duce de Västergötland (1861–1951)
- Prințul Eugén, Duce de Närke (1865–1947)

Strănepoții ei sunt regele Harald al V-lea al Norvegiei și fostul rege Albert al II-lea al Belgiei; stră-strănepoții ei sunt regina Margareta a II-a a Danemarcei, regele Carl al XVI-lea Gustaf al Suediei, regele Filip al Belgiei și Henri, Mare Duce de Luxembourg.